# Herwig Schopper
Herwig Franz Schopper (Lanškroun, 28 febbraio 1924) è un fisico tedesco.
La sua carriera al CERN può essere così riassunta: ricercatore associato (1966-1967), dirigente
della Divisione di Fisica Nucleare (1970), membro del Direttorato  responsabile per il coordinamento del programma sperimentale, presidente della commissione ISR (1973-1976), membro del comitato per l'indirizzo scientifico (1979) ed infine Direttore Generale (1981-1988).
Dal 1973 al 1980 è stato presidente del consiglio di amministrazione dell'importante laboratorio tedesco di fisica nucleare DESY (Deutsches Elektronen Synchrotron).
Nel 2003, Herwig Schopper è stato eletto presidente del consiglio di amministrazione del Centro internazionale per l'utilizzo della luce di sincrotrone nelle scienze sperimentali nel Medio Oriente (SESAME).